# دوروتی دانبار
دوروتی دانبار (انگلیسی: Dorothy Dunbar؛ ۲۸ مه ۱۹۰۲ – ۲۳ اکتبر ۱۹۹۲) بازیگر اهل ایالات متحده آمریکا بود.
او چهارمین بازیگر نقش «جین» (همسر تارزان) در سینماست و در سال ۱۹۲۷ در این نقش، در فیلمِ تارزان و شیر زرین ظاهر شد.
او همسر بوکسور افسانه‌ای جهان ماکس بیر با نام تولد ماکسیمیلیان آدلبرت بیر (انگلیسی: Maximilian Adelbert "Max" Baer) بود.

## فیلم‌شناسی
از فیلم‌های مهم دیگر او، نجیب‌زادهٔ آماتور (۱۹۲۶) را می‌توان نام برد.